# 梅芳蛇鯔
梅芳蛇鯔，為輻鰭魚綱仙女魚目合齒魚亞目合齒魚科的其中一種，分布於西北太平洋區的日本、中國、台灣海域，棲息深度約100公尺，體長可達33.7公分，為底棲性魚類，生活在大陸棚，屬肉食性，生活習性不明。